# Венеславівка (станція)
Венесла́вівка — проміжна залізнична станція 5 класу Полтавської дирекції Південної залізниці на лінії Лохвиця — Гадяч імені Сергієнка М.І..
Розташована в селі Петрівка-Роменська Гадяцького району Полтавської області між станціями Гадяч (19 км) та Лохвиця (23 км).
На станції зупиняються поїзди далекого та місцевого сполучення.